# ابن الضائع
أبو الحسن علي بن محمد بن علي بن يوسف الإشبيلي الكتامي (614هـ - 680هـ)، عُرِفَ بابن الضائع. هو نحويٌّ أندلسي من الإشبيلية، ويَعُدُّه المؤرِّخون من رجال المدرسة الأندلسية في النحو.

## حياته
ولِدَ علي بن محمد بن علي بن يوسف في مدينة إشبيلية في الأندلس، وإليها يُنسب، وكانت ولادته في سنة 614 من التقويم الهجري، وتعود أصول عائلته إلى قبيلة كُتامة وهي قبيلة من البربر تسكن بلاد المغرب. تتلمذ ابن الضائع على يد عددٍ من العلماء، وأخذ علوم اللغة العربية وخاصَّة النحو عن أبي علي الشلوبين وأبي زكريا ذي النون وابن سهل الوزير، وتفقَّه في علم الكلام وأصول الفقه على جماعة من الشيوخ والعلماء أهمهم ابن فرتون وأبو الحسن السراج. من بين جميع شيوخه وأساتذته صاحب ابن الضائع الشلوبين ولازمه مدة طويلة، وفاق في معرفته ونباهته جميع تلاميذ الشلوبين، وأخذ ابن الضائع كتاب سيبويه عنه قراءةً وسماعاً. تعمَّق ابن الضائع في النحو حتى صار واحداً من أعظم نحاة عصره، وهو العصر الذي شهد ازدهاراً في علوم العربية في الأندلس حتى شبهه البعض بعصر سيبويه والخليل، وأصبح لابن الضائع مكانة علمية بين معاصريه، وانتهت رئاسة النحو في الأندلس إليه، ولم يكن يقاربه في النحو أحد في زمانه. وبعد ذياع صيته عمل ابن الضائع في التدريس واجتمع حوله عدد من الطلاب، ومن أشهر من تخرَّج على يديه أبو حيان النحوي وأبو جعفر بن الزبير وأبو جعفر بن شراحيل وأحمد بن فركون. انتصر ابن الضائع لسيبويه ضدَّ كُلِّ من انتقده، وصنع كتباً في الرد على مخالفيه، وكان مُعجبا بآرائه، وله شرحٌ لكتابه المشهور. واشتهر ابن الضائع كونه من أبرز النحاة الرافضين للاستشهاد بالحديث النبوي، وخاض حروباً في الرد على ابن خروف ومن بعده ابن الطراوة وابن عصفور الذين عوَّلوا على الحديث في بناء آرائهم النحوية. يُروى عن ابن الضائع أنَّه كان حسن الأخلاق، طويلاً، جاحظ العينين، يكثر من الإخضاب بالحنَّاء. تُوفِّي ابن الضائع عن عمر بلغ السبعين عاماً في الخامس والعشرين من ربيع الآخر سنة 680 من التقويم الهجري.

## مؤلفاته
ألَّف الكتب والردود التالية:
- «شرح جمل الزجاجي»
- «شرح كتاب سيبويه»
- «إملاء على إيضاح الفارسي»
- «رد اعتراضات ابن الطراوة على سيبويه»
- «رد اعتراضات البطليوسي على الزجاجي»
- «رد على ابن عصفور»
- «اختصار شرح الإرشاد لابن المرأة»
- «شرح التنقيحات للسهروردي»